# فرآیند مسطح

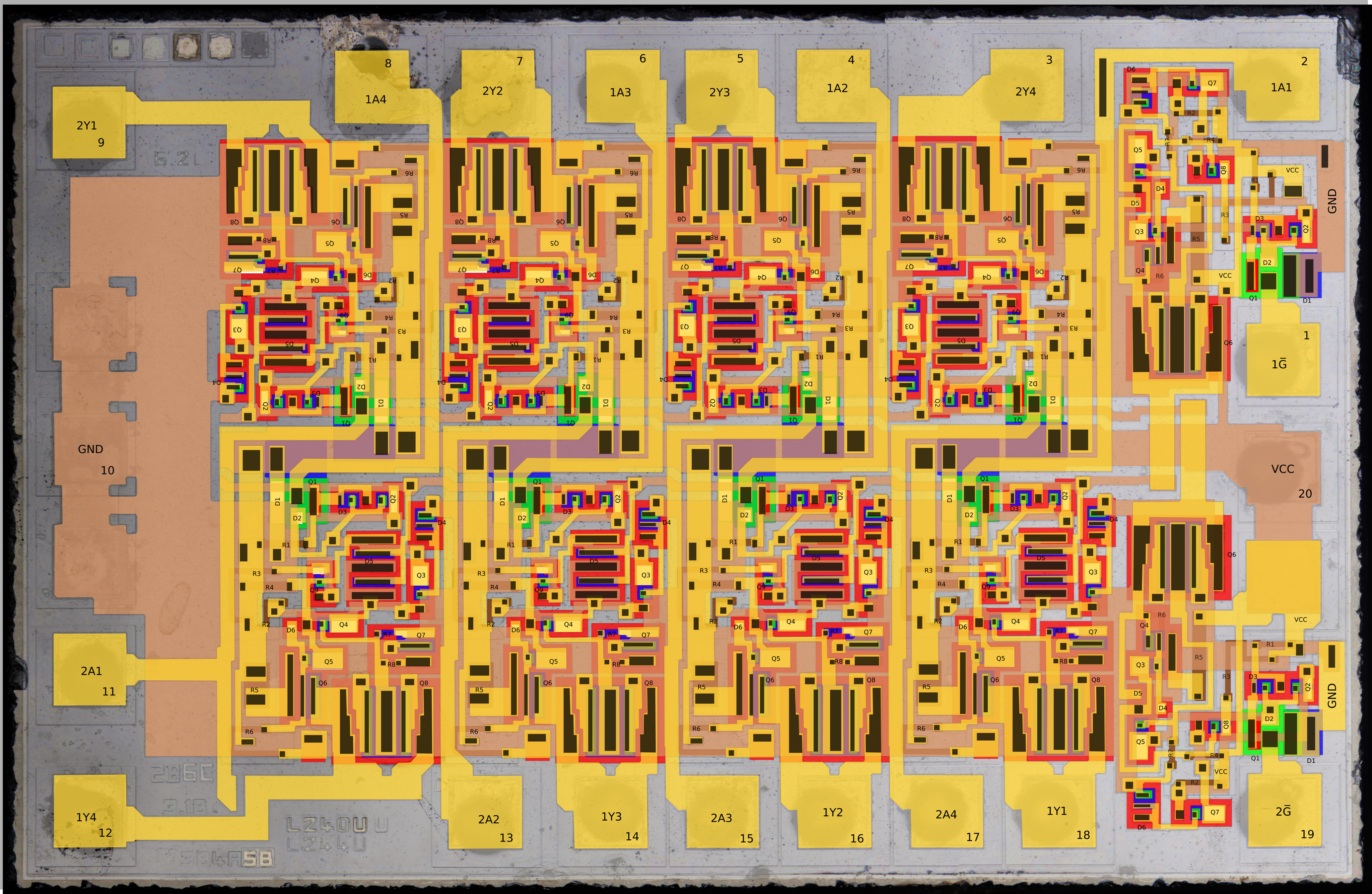
عکس دای گزارمان از یک تراشهٔ فیرچایلد

فرایند مسطح (به انگلیسی: planar process) یک فرایند تولیدی است که در صنعت نیم‌رساناها برای ساخت اجزای خاص ترانزیستور و به نوبه خود اتصال آن ترانزیستورها به یکدیگر استفاده می‌شود. این فرآیند اولیه ای است که توسط آن تراشه‌های مدار مجتمع سیلیکونی ساخته می‌شوند و رایج‌ترین روش مورد استفاده برای تولید پیوندها در طول ساخت افزاره‌های نیم‌رسانا است. این فرآیند از روش‌های غیرفعال‌سازی سطح و اکسایش حرارتی استفاده می‌کند.

## نمای کلی
مفهوم کلیدی این است که یک مدار را در افکنش (به انگلیسی: projection) دوبُعدی آن (یک صفحه) مشاهده کنید، بنابراین امکان استفاده از مفاهیم ظهور عکاسی مانند نگاتیو فیلم برای پوشاندن اَفکَنِش مواد شیمیایی در معرض نور را فراهم می‌کند. این اجازه می‌دهد تا از یک سری نوردهی بر روی یک زیرلایه (سیلیکون) برای ایجاد اکسید سیلیکون (عایق) یا مناطق آلایش‌شده (رساناها) استفاده شود. همراه با استفاده از فلزپوشانی، و مفاهیم جداسازی پیوند p-n و غیرفعال‌سازی سطح، می‌توان مدارهایی را بر روی یک تکه کریستال سیلیکونی تک (یک ویفر) از یک گویه سیلیکونی تک‌بلورین ایجاد کرد.
این فرآیند شامل فرآیندهای اساسی اکسایش دی‌اکسید سیلیکون (SiO2)، زُدایش SiO2 و انتشار حرارت است. مراحل نهایی شامل اکسیدسازی کل ویفر با یک لایه SiO2، زُدایش اتصال میان‌راه ترانزیستورها، و لایه‌نشانی یک لایه فلزی روی اکسید است، بنابراین ترانزیستورها بدون سیم‌کشی دستی به یکدیگر متصل می‌شوند.

## تاریخچه

### توسعه
در سال ۱۹۵۵ در آزمایشگاه‌های بل، کارل فُش و لینکُلن دِرِیک به‌طور تصادفی لایه‌ای از دی‌اکسید سیلیکون را روی یک ویفر سیلیکونی رشد دادند که برای آن ویژگی غیرفعال‌سازی سطحی را مشاهده کردند. در سال ۱۹۵۷، فُش و دِرِیک توانستند اولین ترانزیستورهای اثر میدان دی‌اکسید سیلیکون را بسازند، اولین ترانزیستورهایی که در آن درین و سورس در مجاورت سطح قرار داشتند، که نشان می‌دهد که غیرفعال شدن سطح دی‌اکسید سیلیکون ویفرهای سیلیکونی را محافظت و عایق می‌کند.
در آزمایشگاه بل، اهمیت فنّ فُش بلافاصله فهمیده شد. نتایج کار آنها قبل از انتشار در سال ۱۹۵۷ در اطراف آزمایشگاه‌های بل در قالب یادداشت‌های BTL منتشر شد. در شاتکی سمیکنداکتور، شاتکی پیش‌چاپ مقاله خود را در دسامبر ۱۹۵۶ برای همه کارکنان ارشد خود از جمله ژان هورنی منتشر کرده بود. بعداً، هورنی در جلسه‌ای شرکت کرد که در آن عطاالله مقاله‌ای دربارهٔ غیرفعال‌سازی بر اساس نتایج قبلی در آزمایشگاه‌های بل ارائه کرد. هورنی با بهره‌گیری از اثر غیرفعال‌سازی دی‌اکسید سیلیکون روی سطح سیلیکون، پیشنهاد ساخت ترانزیستورهایی را داد که توسط لایه ای از دی‌اکسید سیلیکون محافظت می‌شدند.
ژان هورنی، زمانی که در فرچایلد سمیکانداکتر کار می‌کرد، برای اولین بار فرآیند مسطح را در سال ۱۹۵۹ به ثبت رساند. کی‌ئی دابورلوس و اچ‌جی پترسون از آزمایشگاه‌های بل به کار سی فُش و ال دِرِیک ادامه دادند و تقریباً در همان زمان فرآیندی شبیه به هورنی را توسعه دادند. همراه با استفاده از فلزپوشانی (برای وصل مدارهای مجتمع به‌هم) و مفهوم جداساز پیوند p-n (از کورت لهووک)، محققان فرچایلد توانستند مدارهایی را بر روی یک تکه بلور سیلیکونی (ویفر) از یک گویه سیلیکونی تک‌بلورین را ایجاد کنند.
در سال ۱۹۵۹، رابرت نویس بر اساس کار هورنی با مفهوم مدار مجتمع (IC)، که یک لایه فلزی را به بالای ساختار اصلی هورنی اضافه کرد تا اجزای مختلف مانند ترانزیستورها، خازن‌ها یا مقاومت‌ها که بر روی همان تکه سیلیکون قراردارد را به هم متصل کند. فرآیند مسطح راه قدرتمندی برای پیاده‌سازی یک مدار مجتمع ارائه کرد که نسبت به تصورات قبلی مدار مجتمع برتر بود. اختراع نُویس اولین تراشه IC یکپارچه بود.
نسخه‌های اولیه فرآیند مسطح از فرآیند طرح‌نگاری‌نوری با استفاده از نور نزدیک به فرابنفش از یک لامپ بخار جیوه استفاده می‌کردند. از سال ۲۰۱۱، رخسارهای کوچک معمولاً با لیتوگرافی UV «عمیق» ۱۹۳نانومتری ساخته می‌شوند. از سال ۲۰۲۲، پلت‌فرم ای‌اس‌ام‌ال ان‌ایکس‌ئی از نور فرابنفش شدید ۱۳٫۵ نانومتری (EUV) استفاده می‌کند، تولید شده توسط یک منبع پلاسمایی مبتنی‌بر قلع، به‌عنوان بخشی از فرآیند لیتوگرافی فرابنفش فرین.